# Friedrich Ferdinand Alexander von Dohna-Schlobitten
Friedrich Ferdinand Alexander von Dohna-Schlobitten, född 29 mars 1771, död 31 mars 1831, var en tysk politiker och ämbetsman.
Von Dohna-Schlobitten var 1808-1810 preussisk inrikesminister. Som Generallandschaftsdirektor i östra delen av provinsen Preussen 1813 gjorde han sig särskilt förtjänst om dennas beväpning för befrielsekriget mot Napoleon I och utnämndes till provinsens civilguvernör.